# Блэкфорд, Уильям
Уильям Уиллис Блэкфорд (англ. William Willis Blackford ; 23 марта 1831 — 30 апреля 1905) — американский гражданский инженер и военный, подполковник армии Конфедерации в годы Гражданской войны. Он служил адъютантом при генерале Джебе Стюарте, впоследствии был плантатором и профессором колледжа. Его письма стали ценным историческим источником, а его мемуары были изданы в 1946 году Дугласом Фриманом.

## Ранние годы
Блэкфорд родился во Фредериксберге и стал вторым из шести сыновей банкира и журналиста Уильяма Мэтьюза Блэкфорда (1801–1864) и Мэри Беркли Майнор Блэкфорд. В 11 лет он сопровождал отца во время поездки в Боготу, где отец служил Поверенным в делах. В Боготе Блэкфорд научился испанскому и верховой езде. В 1845 Блэкфорды вернулись в Вирджинию и переселились в Линчберг. Уильям продолжил обучение и подрабатывал на строительстве железной дороги, накопив достаточно денег для поступления в Вирджинский Университет в 1849 году.
Он работал инженером на строительстве железной дороги Вирджиния-Теннесси и к концу строительства был главным инженером. 10 января 1856 года он женился на Мэри Тригг Робертсон из Ричмонда. В их семье было четыре дочери и три сына (трое умерли в детстве). Незадолго до войны Уильям с женой переехали в округ Вашингтон, где он стал партнёром своего родственника и бывшего губернатора Утндхэма Робертсона по бизнесу (по разработке гипсовых шахт).

## Гражданская война
В 1859 году Блэкфорд собрал в своём округе кавалерийскую роту, известную как Washington Mounted Rifles и 14 мая был избран лейтенантом. Он был противником сецессии, но после начала гражданской войны поступил со своей ротой на службу в армию Конфедерации и его рота стала частью 1-го Вирджинского Кавалерийского полка, которым командовал Джеб Стюарт. Блэкфорд присоединился к Стюарту в Харперс-Ферри, участвовал в марше к Манассасу и в первом сражении при Булл-Ран, где оказался в том отряде, который атаковал 11-й Нью-Йоркский пехотный полк. Он стал адъютантом Стюарта и 3 октября 1861 года получил звание капитана.